# Nicolas Waldvogel
Nicolas Thierry Waldvogel (* 7. Januar 2003 in Zürich) ist ein Schweizer Handballspieler. Er spielt auf den Positionen Rückraum links und Rückraum Mitte und steht seit der Saison 2024/25 beim deutschen Zweitligisten Eulen Ludwigshafen unter Vertrag.

## Karriere

### Jugend und Ausbildung
Waldvogel begann seine Handballkarriere im Alter von sechs Jahren beim TV Witikon. Mit zehn Jahren wechselte er zu GC Amicitia Zürich, wo er bis zur U15 spielte. Anschliessend trat er in die Suisse Handball Academy in Schaffhausen ein und spielte für die Kadetten Schaffhausen. Dort durchlief er die U19-Elite und entwickelte sich zu einem Leistungsträger in der Nationalliga B.
Während dieser Zeit absolvierte er das Gymnasium und erlangte die Maturität.
Neben seinen sportlichen Aktivitäten wurde Waldvogel 2022 von der Europäischen Handballföderation (EHF) in das Förderprogramm Respect Your Talent aufgenommen. Im Rahmen dieses Programms nahm er an Workshops zu Persönlichkeitsentwicklung, dualer Karriereplanung und professionellem Auftreten teil.

### Juniorennationalmannschaft
Waldvogel durchlief sämtliche Stufen der Schweizer Juniorennationalmannschaften. Bei der U19-Europameisterschafts-Qualifikation 2021 in Skopje wurde er im Auftaktspiel gegen Georgien als bester Spieler ausgezeichnet.

### Profikarriere
In der Saison 2023/24 wurde Waldvogel an den Erstligisten HSC Suhr Aarau ausgeliehen, um weitere Spielpraxis in der Quickline Handball League zu sammeln.
Im Sommer 2024 absolvierte er eine vierwöchige Saisonvorbereitung beim dänischen Topclub Aalborg Håndbold. Diese Möglichkeit ergab sich durch die Abwesenheit mehrerer Aalborg-Spieler, die an den Olympischen Spielen teilnahmen. Waldvogel nutzte diese Zeit, um sich international zu präsentieren.
Nach seiner Rückkehr löste er seinen Vertrag mit den Kadetten Schaffhausen in gegenseitigem Einvernehmen auf und unterschrieb einen Zweijahresvertrag bei den Eulen Ludwigshafen in der 2. Handball-Bundesliga. Sein Debüt für die Eulen gab er am 21. September 2024 gegen TuS N-Lübbecke. Er schoss bei der 29:32-Niederlage zwei Tore.

## Spielweise
Waldvogel ist ein vielseitiger Rückraumspieler, der sowohl auf der linken als auch auf der mittleren Position eingesetzt werden kann.  Er zeichnet sich durch seine Athletik, Sprungkraft und Wurfstärke aus.

## Persönliches
Nicolas Waldvogel besitzt die schweizerische und die französische Staatsbürgerschaft. Er ist 1,87 Meter gross und wiegt 96 Kilogramm.